# Guislain Decrombecque
Pour les articles homonymes, voir Decrombecque.
Guislain Decrombecque, né le 17 décembre 1797 et mort le 8 octobre 1870 à Lens, est un agriculteur, maire de la ville de 1846 à 1865, pionnier de la mise en valeur de la plaine de Lens.

## Biographie

### Le fertiliseur de la plaine de Lens
Fils d’une lignée de maitres de poste de Lens aux confins de la notabilité locale, Guislain Decrombecque hérite d’une exploitation relativement modeste qui lui permet, en l’ajoutant à son activité première comme le faisait son père, d’accroître ses revenus. Avec le temps, l’agriculture deviendra sa spécialité, surtout lorsque l’arrivée du chemin de fer réduira le rôle de la poste à cheval dans la région.
À quinze ans, la légende familiale indique qu’il invente une fumure – mélangée à de la mélasse – qui évite aux chevaux de son père de succomber à la morve qui décime alors les écuries de la région. Cette première réussite est emblématique de l’approche de Decrombecque, faite d’observation, de réflexion, d’hypothèse et enfin d’expérimentation, généralisée lorsque l’idée principale apparaît juste. Cette dimension singulière prend toute sa mesure dans la mise en valeur de la plaine de Lens, restée jusqu’au début du XIXe siècle exempte de toute exploitation agricole. Sur ces terres délaissées où les cultures sont jusqu’alors réputées impossibles, la couche de terre arable est en effet très mince. La craie imperméable qui affleure au moindre labour transforme les terrains en marais l’hiver et en désert l’été.
Innovant sans arrêt pour améliorer les qualités pédologiques de ses terres, Decrombecque parvient en quelques décennies à obtenir des récoltes qui étonnent les spécialistes  par leur volume et leur qualité. Outre les prairies qui nourrissent le bétail à l'exemple de toutes les exploitations de la région, ses propriétés produisent du blé, de l'avoine, de l'orge mais surtout de la betterave (près de la moitié de la surface) qui connait à cette époque dans la région un développement sans précédent.
Sous la Monarchie de Juillet, il installe une sucrerie qui traite sa production (55 tonnes par an) ainsi que celle d'autres exploitants (pour un total de 175 tonnes) en utilisant toutes les ressources de la betterave, ainsi les feuilles, la pulpe et la mélasse, mélangée au fourrage qui nourrit les animaux. En trois décennies, l’exploitation de Decrombecque s’étend sur 450 hectares. Avec le site de Lens aujourd’hui disparu, qu'il tente d'agrandir à plusieurs reprises non sans conflits avec d'autres activités concurrentes, il achète plusieurs fermes à Vimy et Avion.  
A la fin du Second Empire, sa propriété accueille des ateliers divers, ainsi en plus de la sucrerie, une distillerie, un moulin à farine, un atelier de maréchal ferrant, une boucherie, un four à chaux, une briqueterie. Pays populeux, le Lensois offre à Decrombecque une main-d'œuvre qui accompagne le développement de ses activités, à cet instant qui précède de peu une extraction charbonnière alors balbutiante. Au plus haut de sa production, il emploie près de 2000 ouvriers qu'il dirige d'une poigne de fer, surveillant inlassablement chaque travailleur, en modulant son salaire en fonction de son efficacité et du respect des règles qu'il a édictées. 
Lorsqu'il décède en 1870, Decrombecque est un homme public couvert d'honneurs par le pouvoir, décoré, président du conseil d’arrondissement de Béthune et du cercle agricole d’Arras, sacré lors de l'exposition universelle de 1867 « meilleur agriculteur du monde ». La ville célèbre en 1905 la mémoire du « fertiliseur de la plaine de Lens » en édifiant un imposant monument au centre de la ville. Détruite durant le premier conflit mondial, plusieurs projets de restauration de cette statue seront envisagés sans succès. Symbole de l'effacement de l'agriculteur dans la mémoire lensoise, témoin d'un passé révolu sans doute ambigu, dans une région entièrement consacrée au charbonnage comme aux luttes syndicales, à l'emplacement prévu sera installé en 1933 le monument honorant Émile Basly, maire socialiste de Lens.

### Les bases de la prospérité du système Decrombecque

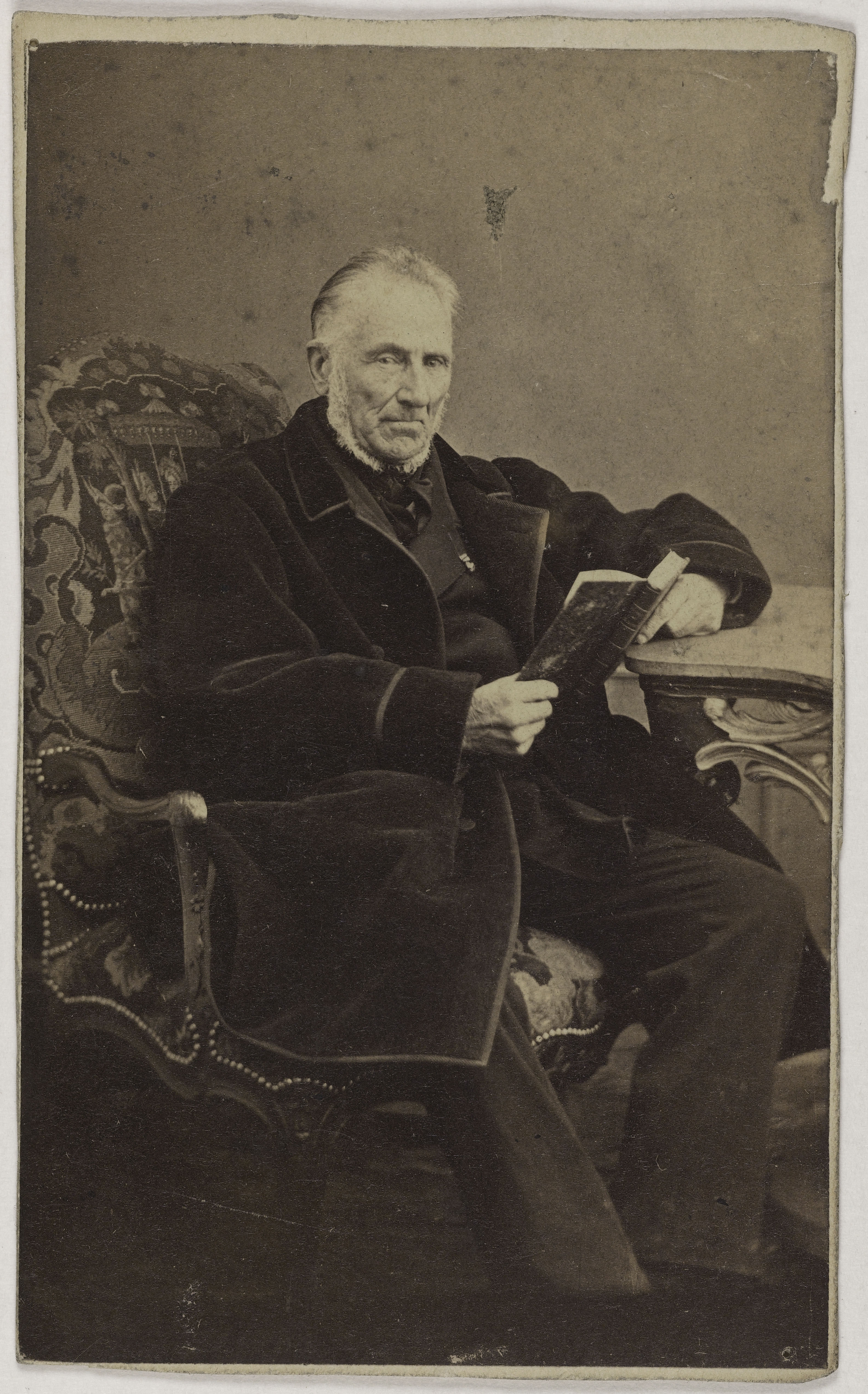
(photo Le Blondel)

Plusieurs éléments interviennent pour expliquer le succès des travaux de Guislain Decrombecque : la culture en billons, la mécanisation, l’innovation, l’organisation du travail et enfin une communication que l’agriculteur saura étendre au-delà des frontières nationales.
Si la culture en billons n’a pas été inventée par Decrombecque, elle a pour autant été la base de son succès. La faible couche de terre arable interdisant de profonds labours, celle-ci s’ordonne en longs fossés séparés par des buttes. Le soc de la charrue forme des monticules rectilignes sur lesquels sont déposées les semences. Les racines des plantes profitent dès lors de l’humidité retenue dans les rigoles tandis que la terre arable, rassemblée en hauteur, nourrit la plante sans la noyer.
Au-delà des billons, Decrombecque mobilise des techniques déjà anciennes, comme le  chaulage et le marnage, mais surtout n'hésite pas à considérer la terre comme un simple support. Les récoltes découlent essentiellement de l'engrais qu’il dépose après toutes sortes d’expérimentations (superphosphates, éléments azotés etc.). Enfin, Decrombecque, imitant les Anglais, ses modèles avoués, remplace l’assolement traditionnel, mais surtout la jachère, par une alternance de plantes qui se nourrissent du sol à des profondeurs différentes (blé puis betterave par exemple) sans jamais l’épuiser.
La mécanisation des opérations est un autre élément marquant de la stratégie de Decrombecque. Il est ainsi l’inventeur de machines « formidables » selon les témoins de l’époque qu’étonne la taille des engins (énormes charrues parfois tirées par six ou huit bœufs), sans cesse améliorées pour répondre exactement aux besoins des sols, à la taille de l’exploitation mais surtout la difficulté du terrain. Un atelier de réparation doté d’une forge, situé dans la ferme de Lens, en activité constante, répare quotidiennement les charrues, les herses, les rouleaux, les semoirs. En 1858, Decrombecque est un des premiers agriculteurs de France à oser labourer avec une machine à vapeur alimentée par la houille extraite dans le bassin lensois.
En parallèle de ce qui précède, la récupération des matières qui permettent l’enrichissement des sols est généralisée. Si, au départ, la démarche est largement empirique (la mélasse, le sang et boyaux de bœuf, les vieux cuirs, les rebuts de chanvre etc.), Decrombecque sait aussi mobiliser les ressources d’une chimie en plein développement. Il demande ainsi en 1868 au doyen de la faculté des sciences de Lille d’analyser les capacités fertilisantes en azotes ou phosphates de  « déchets de laine en poudre fine » provenant d’ateliers de cardage ou encore des « résidus de suint » issus du lavage des laines brutes. 
L’attention exercée par Decrombecque sur ses exploitations est infatigable. Présent au petit matin sur les champs et dans ses fermes, rien n’échappe à une vigilance tatillonne qui lui permet certes de moduler les salaires des travailleurs mais aussi d’améliorer inlassablement les processus de production. Chaque action est calculée quant à son coût et son produit, Decrombecque jouant à fond des principes de l’autonomie (réduire le gaspillage, utiliser dans l’exploitation tout ce qui peut l’être), du déséquilibre des coûts (ce qui s’avère sans valeur peut valoir dans une autre configuration) et de la dimension (voir toujours grand dans la surface d'exploitation, la taille des machines, le montant de l’investissement). 
Enfin, Decrombecque sait avec beaucoup d’efficacité faire connaître ses activités dans tout le pays et même au-delà.  La somme d’articles, d’ouvrages scientifiques sur ses méthodes, inhabituelle par sa variété, sont les vecteurs d’une publicité constituant la base de la célébrité, sinon des honneurs qu’il recueille jusqu’à sa mort. Toujours disponible pour présenter ses exploitations, comme le fera son fils après lui, il expose son système avec simplicité et modestie apparentes. Le public, alors passionné par les progrès de la science agronomique, découvre ainsi les conditions du succès de l'agriculture moderne qui va triompher au siècle suivant.

### Citations
Lorsque Napoléon III remet à Decrombecque la rosette de la Légion d’Honneur lors de l’exposition universelle de 1867, il demande au récipiendaire la recette de ses succès agricoles : « Sire, j’mets du fien, incore du fien, toudis du fien… Et ch’est comme cha qu’cha pousse ! »